# Djebel Demmer
Le djebel Demmer, Dammar, Demmer ou adrar Demmer (arabe : جبال دمر ; amazigh : adrar Demmer), est une chaîne de montagnes qui s'étend du djebel Nefoussa dans le Nord-Ouest de la Libye jusqu'à Gabès dans le Sud de la Tunisie. 

## Géographie
La région se divise en trois parties : le plateau de Matmata, le djebel Douirat et le djebel el Abiodh.
La partie tunisienne du Demmer se situe au sud des grands chotts et au sud-ouest du golfe de Gabès. Elle y traverse les régions du djebel Dahar et de l'Arad. Le point culminant de la partie tunisienne est le kef Mzemzem qui culmine à 689 m, Jean Despois mentionnant le djebel Charen (662 m).

## Histoire
Dans l'histoire, les habitants de cette région montagneuse sont appelés Aït Demmer, c'est-à-dire « enfants des Demmer » en berbère. La tribu berbère des Aït Demmer (ou Beni Demmer en arabe), qui appartient à la confédération tribale des Ouerghemma, a hérité de cette dénomination.